# Modèle évolutif r/K
Pour les articles homonymes, voir Stratège (homonymie).
 (janvier 2021).
Si vous disposez d'ouvrages ou d'articles de référence ou si vous connaissez des sites web de qualité traitant du thème abordé ici, merci de compléter l'article en donnant les références utiles à sa vérifiabilité et en les liant à la section « Notes et références ».

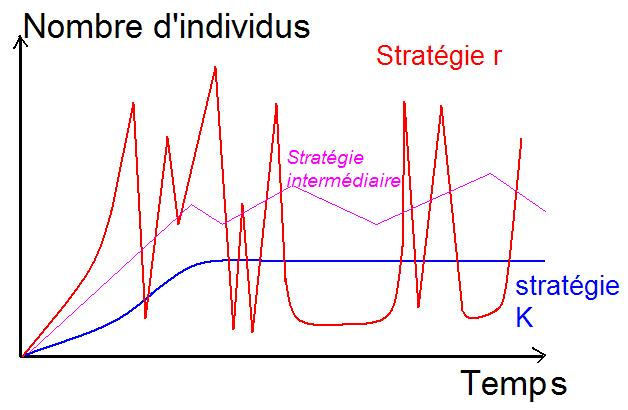
Les stratégies démographiques de reproduction.

Le modèle évolutif r/K est une représentation expliquant comment l'évolution de la stratégie de reproduction des espèces est liée aux fluctuations de l'environnement. Il a été proposé par les écologues Robert MacArthur et Edward Osborne Wilson, en 1967, à partir de leur travail de biogéographie insulaire. Ce modèle est devenu classique et a donné naissance aux concepts d'espèce à stratégie r et d'espèce à stratégie K (par convention sont utilisés exclusivement un « r » minuscule et un « K » majuscule).
C'est une variante plus complexe du classique modèle logistique proposé par Verhulst. Cela permet d'introduire l'impact de l'évolution de l'environnement dans la dynamique, en utilisant deux paramètres (« r » et « K ») au lieu d'un seul.

## Présentation des deux stratégies
Il se dégage deux stratégies trophiques :
- la stratégie K (la lettre K se réfère à la Kapazitätsgrenze ou carrying capacity of a habitat, « capacité d'accueil du milieu »), caractérisée par une durée de vie longue et une reproduction rare et tardive ;
- la stratégie r (la lettre r se réfère au reproduction rate, « taux de reproduction »), caractérisée par la production d'un grand nombre de jeunes, le plus tôt possible, avec ordinairement une mortalité très élevée. C'est une adaptation aux milieux instables et imprévisibles. C'est le cas notamment des micro-organismes, qui sont soumis à ce genre de conditions à cause de leur taille.

Il s'agit de modèles heuristiques qui ont été critiqués depuis les années 1990 sur la base de quelques contre-exemples,. Le paradigme de l’histoire de vie a supplanté celui de stratèges  r/K, mais lui emprunte néanmoins quelques aspects importants. Certains chercheurs préfèrent les expressions « vie courte » et « vie longue ».

### Stratégie K

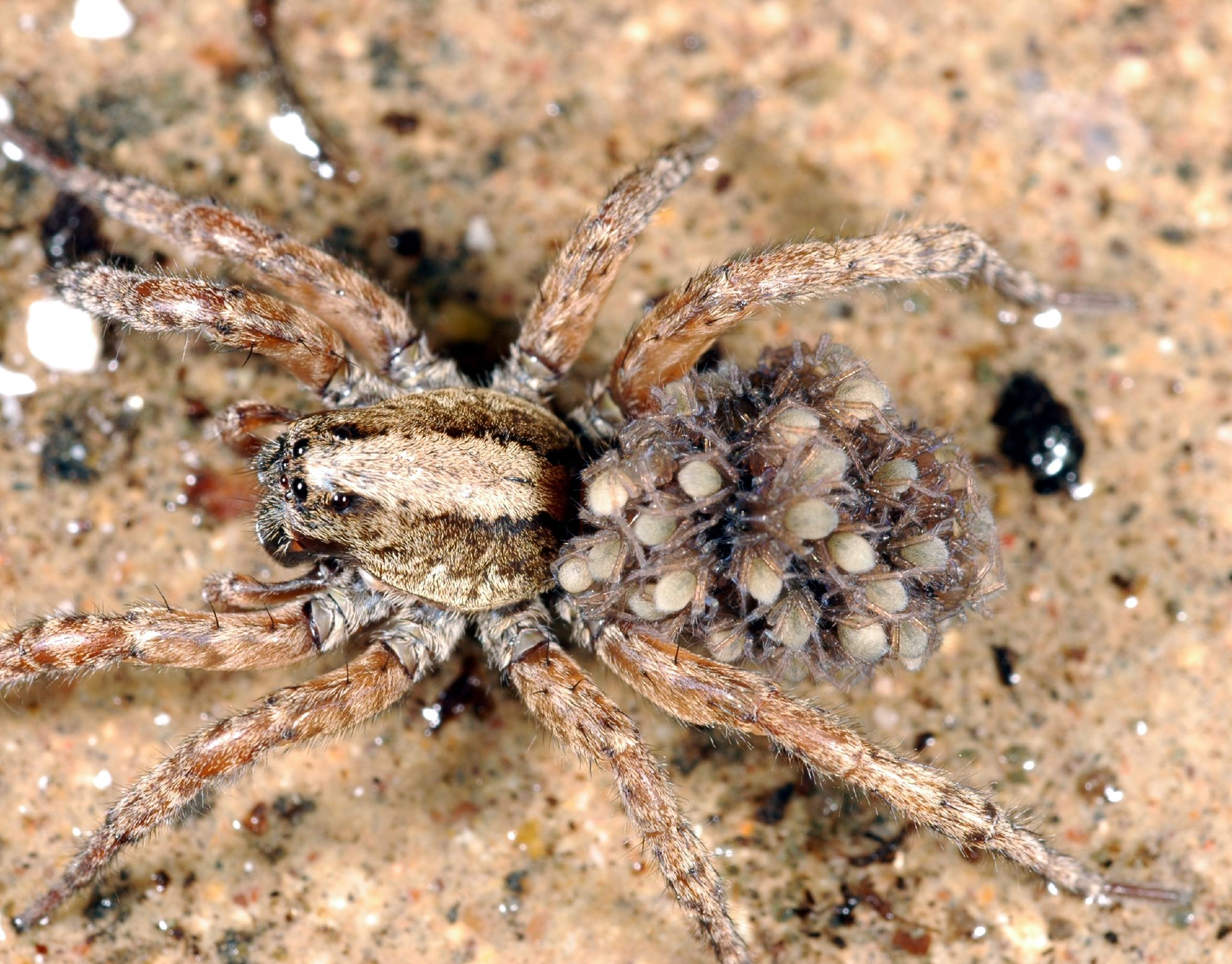
De nombreuses espèces d'araignées prennent soin de leurs œufs et de leurs jeunes.

La stratégie K est une stratégie de développement des populations d'êtres vivants adoptée par des animaux ou des végétaux dont les conditions de vie sont prévisibles, avec des approvisionnements réguliers en ressources et des risques faibles : les animaux investissent dans la survie des jeunes. La fécondité est donc restreinte. On peut parfois noter des adaptations physiologiques chez les adultes pour améliorer le développement des petits (ex. : les poches des marsupiaux), et des adaptations comportementales (ex. : les animaux vivent en couples fidèles pour assurer la survie de la descendance). Les populations présentent peu de jeunes mais beaucoup d'adultes, contrairement aux espèces à stratégie r.
Caractéristiques des espèces à stratégie K :
- croissance lente ;
- maturité sexuelle tardive ;
- grande taille ;
- longue durée de vie ;
- soins parentaux aux jeunes ;
- faible descendance.

### Stratégie r

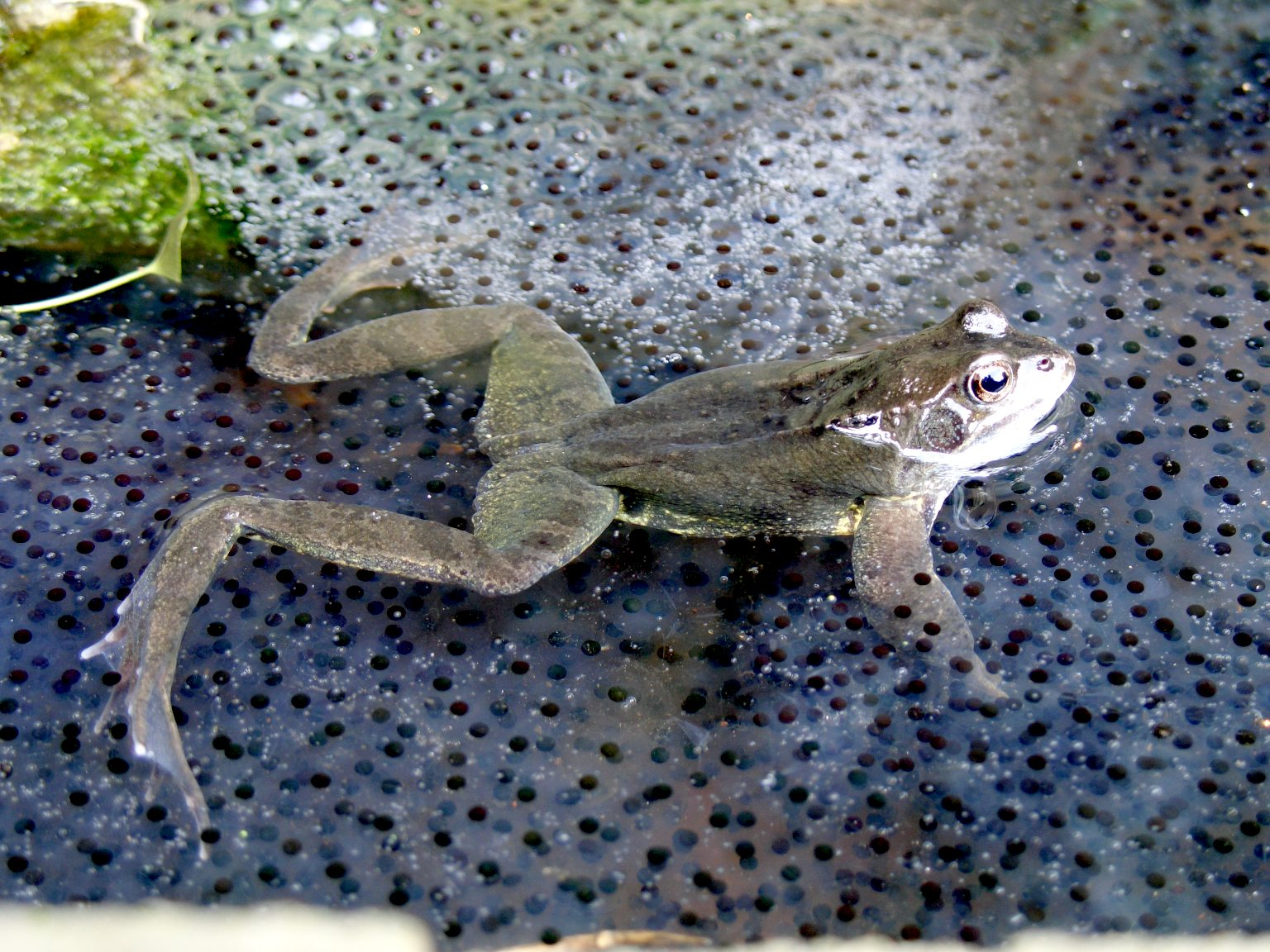
Les grenouilles sont des espèces à stratégie r.

La stratégie r, ou « stratégie reproductive », est une stratégie de développement des populations d'êtres vivants adoptée par des animaux (comme l'écrevisse de Louisiane ou les mites alimentaires) ainsi que des végétaux ou des micro-organismes dont l'habitat est variable ou perturbé, l'approvisionnement en ressources vitales imprévisible et les risques élevés : les espèces misent alors sur la reproduction avec un fort taux de croissance, pour compenser par le nombre, ce qui se traduit par une forte fécondité et de faibles chances de survie jusqu'à la maturité sexuelle. Les populations présentent ainsi beaucoup de petits mais peu d'adultes.
Les espèces à stratégie r sont souvent les premières d'une succession écologique. Généralement, elles sont ensuite supplantées par les espèces à stratégie K. Des mécanismes dits de « blocages » permettent cependant la pérennisation de biotopes dominés par les espèces à stratégie r. Ils peuvent être autogéniques, par exemple dans le cas des landes à callune : les plantules des espèces à stratégie K ne parviennent pas à s'implanter, ou bien allogéniques, par exemple d'origine humaine en ce qui concerne les cultures.
Caractéristiques des espèces à stratégie r :
- croissance rapide ;
- maturité précoce ;
- taille réduite ;
- durée de vie courte ;
- peu ou pas de soins parentaux ;
- forte descendance ;
- énergie majoritairement dédiée à la reproduction ;
- régime alimentaire large (donc euryphage) ;
- importantes fluctuations de populations ;
- populations non ou faiblement régulées par la densité ;
- faible rivalité ;
- communautés saturées ;
- faible polytypisme.

## Spectre continu
Comme toujours en pratique, les êtres vivants appliquent en général une stratégie reproductive intermédiaire entre ces deux extrêmes écologiques. Les arbres et les poissons dispersent ainsi des quantités énormes de germes, dont très peu pourront effectivement se reproduire, sans que cela soit incompatible avec l'existence et même la domination locale d'individus très âgés. En effet, la « stabilité » de l'environnement reste très relative, l'espace où s'exerce l'approvisionnement et la vie d'un arbre peut être stable alors que l'espace où s'exerce sa fonction reproductive est beaucoup plus étendu et beaucoup plus aléatoire.

## Description mathématique des deux stratégies
Ce modèle décrit l'évolution d'une population comme une dynamique régie par la règle suivante : « la variation de la population est proportionnelle à son niveau actuel et à l'écart relatif entre ce niveau actuel et le niveau maximum ». Cela se traduit mathématiquement par l'équation différentielle suivante :
{\displaystyle {\frac {dN}{dt}}=rN\left(1-{\frac {N}{K}}\right)\qquad \!=rN\left({\frac {K-N}{K}}\right)}
- {\displaystyle N} est la population étudiée dans un environnement donné ;
- {\displaystyle r} est son taux de croissance ;
- et {\displaystyle K} est la capacité porteuse de l'environnement, ou la valeur limite que cet environnement peut supporter pour cette population dans des conditions stables.

Pour visualiser, on peut observer que :
- lorsque N = K, la population reste constante, quel que soit le niveau du paramètre r ;
- lorsque N < K, la population croît à une vitesse proportionnelle à r et à son niveau actuel ;
- lorsque N > K, la population décroît à une vitesse proportionnelle à r et à son niveau actuel.

Si K est fixe, ce modèle est rigoureusement le même que celui du modèle de Verhulst, auquel il se ramène par un simple changement de variable A = N/K, avec le même paramètre r. L'idée du modèle est au contraire de considérer K comme variable et de faire intervenir explicitement le paramètre N/K, qui représente l'adaptation de l'espèce aux conditions du moment.
Il ne s'agit que d'un modèle, mais il permet de caractériser les stratégies en œuvre dans le monde réel.

## Données environnementales

### Stabilité de l'environnement
Dans les environnements instables et variables dans le temps, il y a peu d'avantages à être parfaitement adapté à une situation donnée (puisqu'elle va changer). En revanche, il est avantageux de pouvoir se reproduire le plus rapidement possible, pour profiter des bonnes conditions lorsqu'elles se présentent, avant qu'elles ne disparaissent. Inversement, lorsque l'environnement est stable, ou présente des variations prévisibles comme des saisons régulières, les espèces les mieux adaptées sont celles qui exploitent le mieux les ressources, sans nécessairement se reproduire rapidement, puisque les ressources sont limitées.

### Colonisation d'un nouveau milieu
Lorsqu'un milieu a subi une perturbation (éruption volcanique, grand feu, inondation, stérilisation…), les espèces à stratégie r sont les premières à s'implanter, puis elles donnent naissance à un environnement de plus en plus compétitif où les espèces à stratégie K s'imposent. Certaines espèces n'auraient même aucune chance de subsister dans la biosphère sans ces catastrophes. Cela définit les successions écologiques d'un écosystème perturbé.

### Sources
(janvier 2016).
- (en) E. R. Pianka, « On r and K selection », American Naturalist, no 104, 1970, p.